# (90449) Brucestephenson
(90449) Brucestephenson es un asteroide perteneciente al cinturón de asteroides, descubierto el 27 de enero de 2004 por el equipo del Catalina Sky Survey situado en la sierra de Santa Catalina, Arizona, Estados Unidos.

## Designación y nombre
Designado provisionalmente como 2004 BR116. Fue nombrado en honor de Charles Bruce Stephenson (1929-2001) quien fue nombrado profesor  de astronomía en la Universidad Case de la Reserva Occidental y en el Observatorio Warner y Swasey en 1988. En 1977 fue codescubridor de la inusual estrella SS 433.

## Características orbitales
Brucestephenson está situado a una distancia media del Sol de 3,083 ua, pudiendo alejarse hasta 3,739 ua y acercarse hasta 2,428 ua. Su excentricidad es 0,213 y la inclinación orbital 19,984 grados. Emplea 1977,61 días en completar una órbita alrededor del Sol.
Los próximos acercamientos a la órbita de Júpiter ocurrirán el 1 de octubre de 2082, el 18 de noviembre de 2141 y el 10 de diciembre de 2200.

## Características físicas
La magnitud absoluta de Brucestephenson es 14,60. Tiene 7,082 km de diámetro. Su albedo se estima en 0,053. 